# Pokój w Polanowie

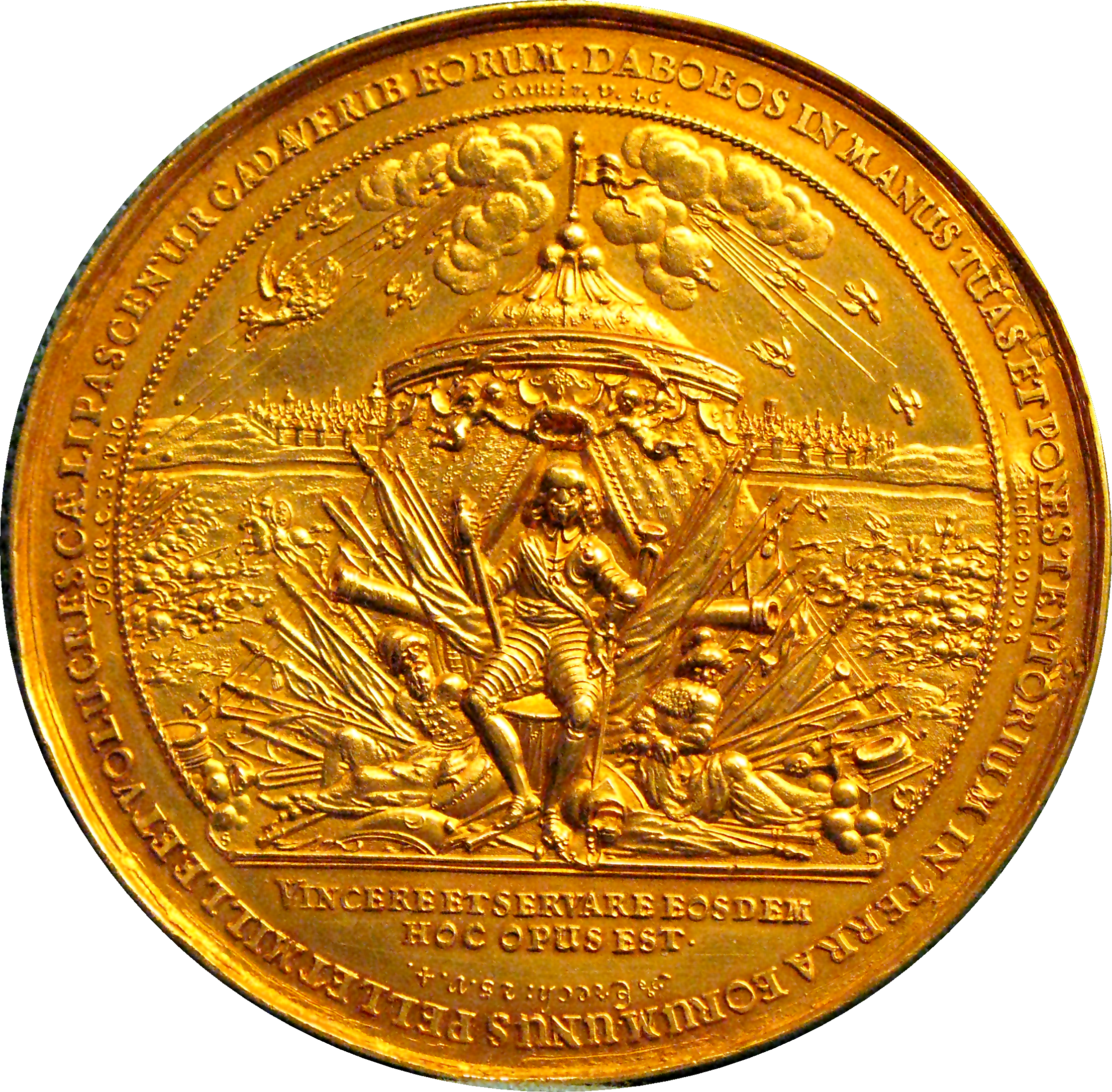
Medal (26 dukatów) wybity z okazji odsieczy Smoleńska przez Władysława IV Wazę w 1634

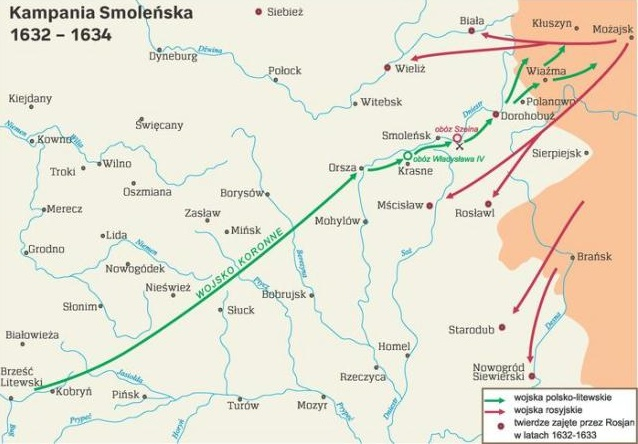
Przebieg wojny smoleńskiej 1632-1634 (zaznaczono Polanowo)

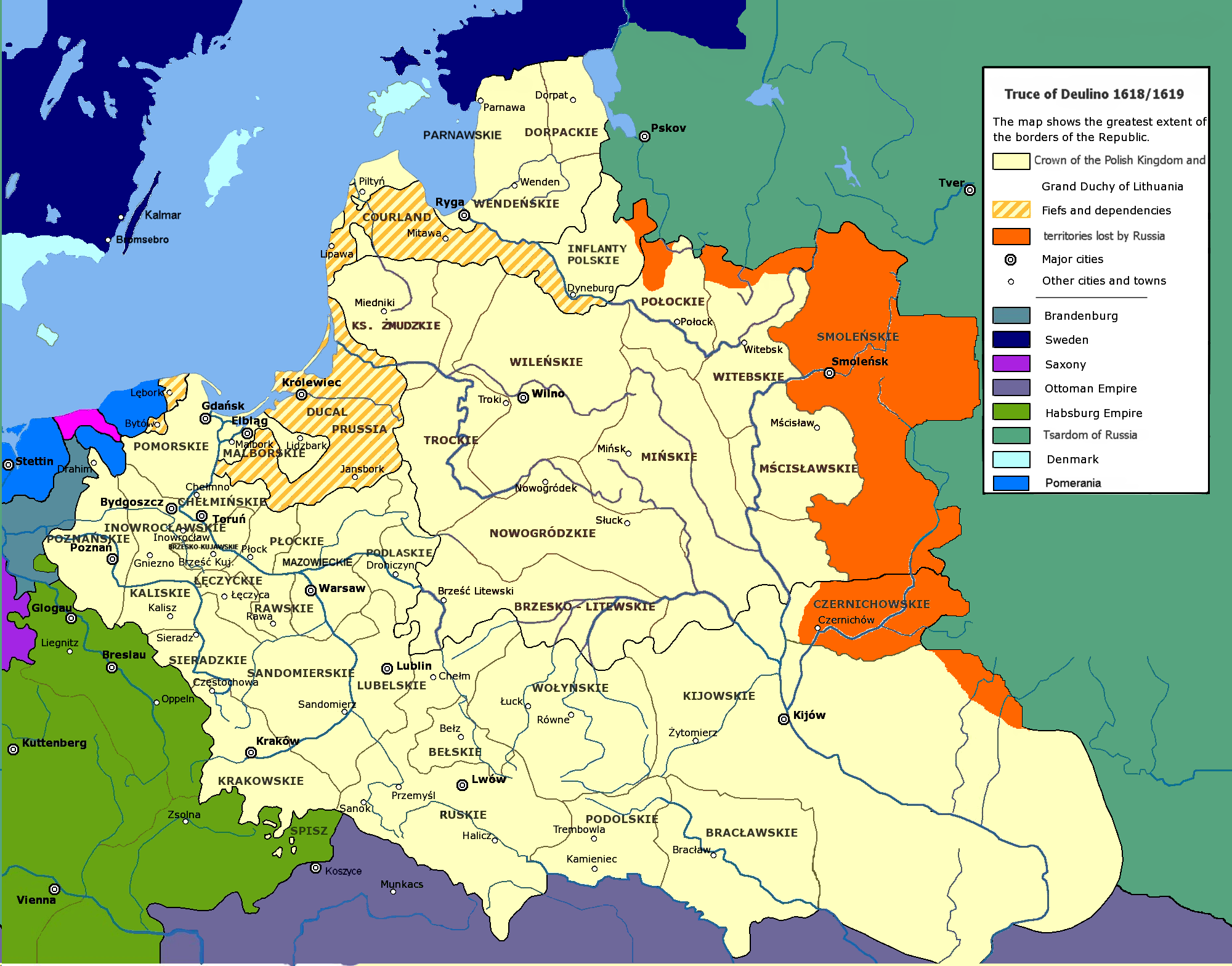
Rzeczpospolita po zawarciu rozejmu w Dywilinie (kolorem pomarańczowym zaznaczono terytoria oddane Rzeczypospolitej przez Carstwo Rosyjskie)

Rzeczpospolita w 1635

Pokój wieczysty w Polanowie (od miejscowości Polanowo nad Wiaźmą) pomiędzy Rzecząpospolitą a Carstwem Rosyjskim z 14 czerwca 1634 r. kończył wojnę smoleńską 1632–1634, a w praktyce podsumowywał wojny polsko-rosyjskie toczone w I połowie XVII wieku.
Chcąc wykorzystać naturalne osłabienie państwa w czasie zmiany władcy, car Michał I Romanow rozpoczął jesienią 1632 roku działania wojenne, mające na celu unieważnienie postanowień rozejmu dywilińskiego (1619). Wojnę smoleńską, którą można uznać za fragment działań wojny trzydziestoletniej (Rosjanie działali w porozumieniu ze Szwecją i Holandią chcącymi w ten sposób zaangażować Rzeczpospolitą na wschodzie), rozstrzygnęła błyskotliwa kampania rozpoczęta przez nowego władcę Władysława IV Wazę jesienią 1633 r., zakończona kapitulacją wojsk rosyjskich dowodzonych przez Michaiła Szeina.
Zrezygnowano jednak z zamierzonej wyprawy na Moskwę, gdy okazało się, że dalsze działania napotkały opór nowych sił rosyjskich, a nastawienie cywilnej ludności jest wrogie i skutkuje nawet czynnym oporem. Dodatkowo sytuację Rzeczypospolitej komplikowała podjęta jesienią 1633 r., nieudana co prawda, wyprawa turecka na Podole, ale przedłużająca się wojna z Rosją mogła wywołać kolejne próby wykorzystania sytuacji przez sprzymierzoną z carem Turcję.
W związku z kończącym się rozejmem ze Szwecją i twardym oporem stawionym przez rosyjską załogę twierdzy Biała Władysław IV postanowił rozpocząć rokowania pokojowe. W tym celu wysłano do Moskwy Mikołaja Woronicza, gdzie na złożone przez niego propozycje rozmów pokojowych chętnie wyrażono zgodę.
Poselstwo polskie pod kierownictwem kanclerza Jakuba Zadzika spotkało się z posłami rosyjskimi 30 kwietnia w Polanowie. Na czele poselstwa rosyjskiego stał Fiodor Szeremietew. Rozmowy były trudne z powodu wygórowanych żądań, jakie początkowo stawiały obie strony. W końcu obie strony doszły do kompromisu i 14 czerwca pokój został zawarty.

## Postanowienia
Władysław IV zdecydował się na podpisanie pokoju wieczystego potwierdzającego nabytki Rzeczypospolitej z 1619 r., czyli województwa smoleńskiego dla Wielkiego Księstwa i województwa czernihowskiego (ziemia czernihowska i siewierska) dla Korony. Nie udało się jednakże utrzymać pozostałych terytoriów o powierzchni blisko 12 500 km², w tym Sierpiejska. Ze swojej strony król za rekompensatę w wysokości 20 tys. rubli zrezygnował z tytułu cara moskiewskiego i zrzekł się pretensji do tronu carskiego. Car rosyjski zrzekł się swych roszczeń do Estonii, Inflant i Księstwa Kurlandii i Semigalii. Rosja miała także wypłacić kontrybucję wojenną w wysokości 20 000 rubli w srebrze.
Strony traktatu w niezobowiązujący sposób przewidywały wspólne działania w przypadku konfliktów ze Szwecją lub Turcją.
Dodatkowymi postanowieniami pokoju były: ugoda dotycząca wymiany jeńców i umowa handlowa, w której władcy zobowiązali się do popierania kontaktów handlowych między państwami. Obie strony miały także wyznaczyć komisje dla ostatecznego rozgraniczenia ziem między obu państwami. Granice dla kupców miały być otwarte.
Pokój polanowski zakończył okres wojen polsko-rosyjskich w I poł. XVII w., w których Rzeczpospolita była stroną ekspansywną. Rosja obroniła swą niezależność kosztem niewielkich strat terytorialnych. Polityka wschodnia Rzeczypospolitej zmierzająca do opanowania Rosji, lub przynajmniej osadzenia na jej tronie uległego albo chociażby przychylnego władcy, zakończyła się fiaskiem. Umacniająca się po okresie wielkiej smuty Rosja pokazała już w ostatnim okresie wojen, że zdolna jest do działań zaczepnych, a jej władcy nie mogą pogodzić się z utratą ziem uważanych za ruskie.
Pokój wieczysty ustabilizował formalnie wschodnie granice Rzeczypospolitej na okres aktywności życiowej jednego pokolenia. Rzeczywisty przebieg granic w terenie był przedmiotem sporów, a ich wytyczenie trwało ponad dziesięć lat. Kolejne komisje graniczne rozchodziły się bez rezultatu. Nieustanne próby renegocjacji ze strony Rosjan, wprowadzanie jednostronnych zmian, próba posługiwania się sfałszowaną kopią traktatu i uniki cara Michała I dotyczące ratyfikacji, przyczyniły się do popularności w Rzeczypospolitej określenia grecka wiara jako synonimu niesłowności i niedotrzymywania zobowiązań. Wymuszone na Władysławie IV, chcącym ostatecznie uregulować kwestię granicy wschodniej, aby zachować przychylność Rosji w planowanej wojnie z Turcją, ustępstwa o mało nie doprowadziły w 1645 r. do wojny z powodu oporu litewskiej szlachty (incydent trubecki).
W 1654 r., wykorzystując uwikłanie Rzeczypospolitej w powstanie Chmielnickiego, Rosja zerwała pokój podejmując tym samym politykę ekspansji w stosunku do Rzeczypospolitej.

## Literatura
- Leszek Podhorodecki, Wazowie w Polsce, Ludowa Spółdzielnia Wydawnicza, Warszawa 1985, ISBN 83-205-3639-1, s. 242-243